# A symphonic journey
A symphonic journey is een livealbum uitgebracht onder de groepsnaam Renaissance. Van de originele samenstelling van die band speelde niemand mee; van de succesperiode in de jaren zeventig van de 20e eeuw was alleen Annie Haslam aanwezig. Zij verzamelde in de 21e eeuw steeds nieuwe musici om zich heen om concerten te verzorgen; daarbij werd Rave Tesar een vaste factor. A symphonic journey werd opgenomen op 27 oktober 2017 in het Keswick Theatre te Glenside, Pennsylvania. Bijzonder aan de opname is dat Haslam zich liet begeleiden door een band en een kamerorkest.

## Musici
- Annie Haslam – zang
- Rave Tesar – toetsinstrumenten, leider kamerorkest
- Mark Lambert – gitaar, achtergrondzang
- Leo Traversa – basgitaar, achtergrondzang
- Geoffrey Langley – toetinstrumenten, achtergrondzang
- Charles Descarfino – drumstel, percussie, achtergrondzang
- The Renaissance Chamber Orchestra

## Muziek
| Nr. | Titel             | Duur  |
| --- | ----------------- | ----- |
| 1.  | Prologue          | 7:25  |
| 2.  | Trip to the fair  | 10:54 |
| 3.  | Carpet of the sun | 3:45  |
| 4.  | At the harbour    | 7:42  |
| 5.  | Grandino il vento | 6:48  |
| 6.  | Symphony of light | 12:45 |

| Nr. | Titel                | Duur  |
| --- | -------------------- | ----- |
| 1.  | Kalynda              | 3:56  |
| 2.  | Island               | 5:58  |
| 3.  | Mother Russia        | 9:55  |
| 4.  | Song for all seasons | 10:59 |
| 5.  | Ashes are burning    | 16:16 |

De verpakking bevat voorts een dvd van het concert.
Studio: Renaissance (1969) · Illusion (1971) · Prologue (1972) · Ashes Are Burning (1973) · Turn of the Cards (1974) · Scheherazade and other stories (1975) · Novella (1977) · A Song for All Seasons (1978) · In the Beginning (1978) · Azure d'Or (1979) · Camera Camera (1981) · Time-Line (1983) · Tuscany (2000) · The Mystic and The Muse (ep) (2010) · Grandine il Vento (2012)
Annie Haslams Renaissance: Blessing in Disguise  (1994)
Michael Dunford's Renaissance: The Other Woman  (1994) · Ocean Gypsy (1997)
Live: Live at Carnegie Hall (1976) · Renaissance Live at the Royal Albert Hall (1977) · BBC Sessions (1999) · Day of the Dreamer (2000) · Renaissance Unplugged (2000) · In the Land of the Rising Sun (2002) · Dreams and Omens (2008) · Renaissance DeLane Lea Studios 1973 (2015) · A symphonic journey (2018)
Compilatie: Tales of 1001 Nights (Parts 1 and 2) (1990) · Da Capo (1995) · Songs from Renaissance Days (1997) · Live & Direct (2002)